# Saint-Ferjeux-Rosemont
Pour les articles homonymes, voir Saint-Ferjeux (homonymie).
Saint-Ferjeux-Rosemont est un quartier de Besançon situé à l'ouest de la ville.

## Histoire
An 180 : saint Ferjeux et saint Ferréol, deux frères chrétiens ont été envoyés en mission pour évangéliser Besançon et sa région. Ils s'installèrent dans une grotte du quartier de Saint-Ferjeux. Pendant une trentaine d'années, les deux jeunes frères vont s'employer à répandre le christianisme à Vesontio. En 212, ils sont arrêtés et torturés sur ordre du gouverneur de la province, Claude qui les punit probablement à la suite du baptême de son épouse, orchestré par les deux frères. Le 16 juin 212, ils meurent la tête tranchée sans avoir renié leur foi, puis leur corps sont déposés dans la grotte qui fut jadis leur demeure. Depuis cette date, saint Ferjeux et saint Ferréol sont devenus des symboles du christianisme.
Entre 260 et 296, Vesontio est plusieurs fois envahie et pillée par des Barbares venus du Rhin, une grande partie de la population décide de fuir, le sanctuaire des deux martyrs est abandonné. En 355, la ville est presque entièrement dévastée, mais arrive à renaître de ses cendres. En 370, un officier chrétien chassant dans la campagne de Vesontio est amené pendant sa chasse à redécouvrir la grotte, et les cercueils des martyrs sont transférés à l'église Saint-Jean.
La même année, l'évêque Aignan entreprend la construction d'une chapelle au-dessus de la grotte ; l'édifice fut terminé par son successeur, Sylvestre qui fait ramener les dépouilles des martyrs. La voie qui relie la chapelle à la ville est nommée « Chemin des Saints ». Afin de veiller sur le nouveau lieu saint, une communauté de clercs est établie. Grégoire de Tours rapporte au VIe siècle que le lieu est petit à petit devenu un lieu de pèlerinage, on vient de toute la France se recueillir sur la tombe des martyrs. Les deux évêques qui baptisent l'édifice se feront eux aussi inhumer en ce lieu saint, on retrouvera leur sarcophage en 1730 sous les dalles de la chapelle.
Vers 1085, les clercs sont remplacés par les frères bénédictins qui dépendent de l'abbaye de Saint-Vincent. Cette dernière devint propriétaire de la « maison » de Saint-Ferjeux à la fin du XIIe siècle et en 1232 Pierre, seigneur d'Arguel, qui percevait la dîme des terres de Saint-Ferjeux, en fait don à l'abbé Saint-Vincent.
Eudes de Rougemont, archevêque de Besançon, a édifié une maison forte, sans en avoir le droit sur le mont Rognon. En juillet 1291, les relations entre le prélat et les Bisontins se tendirent et la bâtisse fut attaquée et démolie par les bourgeois des sept quartiers de la ville.
En 1336, Eudes IV, duc de Bourgogne et comte consort de Bourgogne, décide d'assiéger Besançon à la suite d'un conflit avec la noblesse et le clergé. Il envoie 9 000 cavaliers qui se postent à Saint-Ferjeux près de la ville. Le 17 août, les Comtois, de retour d’une expédition contre le château de Thoraise, se heurtent aux hommes d’Eudes dans une combe au pied de la colline de Rosemont. 1 000 Comtois sont tués, le reste de la troupe battant en retraite. Les morts auraient été ensevelis dans cette « combe du malheur », d’où le nom de Malcombe qui lui a été donné par la suite. Selon Édouard Clerc, historien du XIXe siècle, des casques, glaives, haches et hallebardes ont longtemps été déterrés par le soc des laboureurs.
Saint-Ferjeux est devenu un véritable village. Les terres sont toujours destinées à la culture de céréales. En 1628, la guerre de 30 ans fait rage en Franche-Comté, des troupes suédoises assiègent le village. Le Colonel Gassion mit le feu au village en 1636 et incendie l'église. L'église n'est reconstruite qu'en 1659 au lieu même où elle fut détruite après divers débats dans le clergé sur le lieu de reconstruction.
La Révolution de 1789 ne troubla guère Besançon, quelques soulèvements eurent lieu à Saint-Ferjeux et à Châteaufarine, mais qui n'eurent presque aucun impact. En 1795, une école d'enseignement publique est ouverte dans le nouveau quartier. Au XIXe siècle, la population ne fait que croître à Saint-Ferjeux. En 1872, une « maison d'école » est construite. L'idée de construction d'une basilique en l'honneur de saint Ferréol et de saint Ferjeux est évoquée. En 1877, la première pierre de la basilique est posée, elle ne sera achevée qu'en 1929.
Au fil des décennies au XXe siècle, les différents commerces et vignes ont disparu pour faire place à la construction massive de logements. À la fermeture de l'entreprise de salaison « le Rosemont » (qui compta jusqu'à 350 salariés) en 1985, le quartier est devenu entièrement résidentiel.

## Géographie

### Situation
Le quartier de Saint-Ferjeux est situé au centre-ouest de Besançon, et il fait partie du canton de Besançon-6. Saint-Ferjeux est limitrophe des quartiers de Velotte au nord-ouest, de La Butte au nord-ouest, de Planoise au sud-est, des Tilleroyes au nord et de Montrapon au nord-est. Le quartier est également traversé par la rue de Dole, axe essentiel de la ville.

### Transports
C'est la compagnie de bus Ginko qui gère le transport de la ville et les lignes  T1  T2  L4  7  10  51  52  53  54  55  56  57  58  84  et  Ginko Diabolo  D2  D6  D10  desservent le quartier.

## Évolution démographique
| 1999  | 2006  | 2010  | 2015  | 2017  |
| ----- | ----- | ----- | ----- | ----- |
| 6 176 | 6 457 | 6 399 | 6 587 | 6 467 |

## Patrimoine et bâtiments administratifs
- Basilique Saint-Ferjeux
- Cimetière de Saint-Ferjeux
- Église privée de Saint-Ferjeux
- Cité jardin Jean-Jaurès

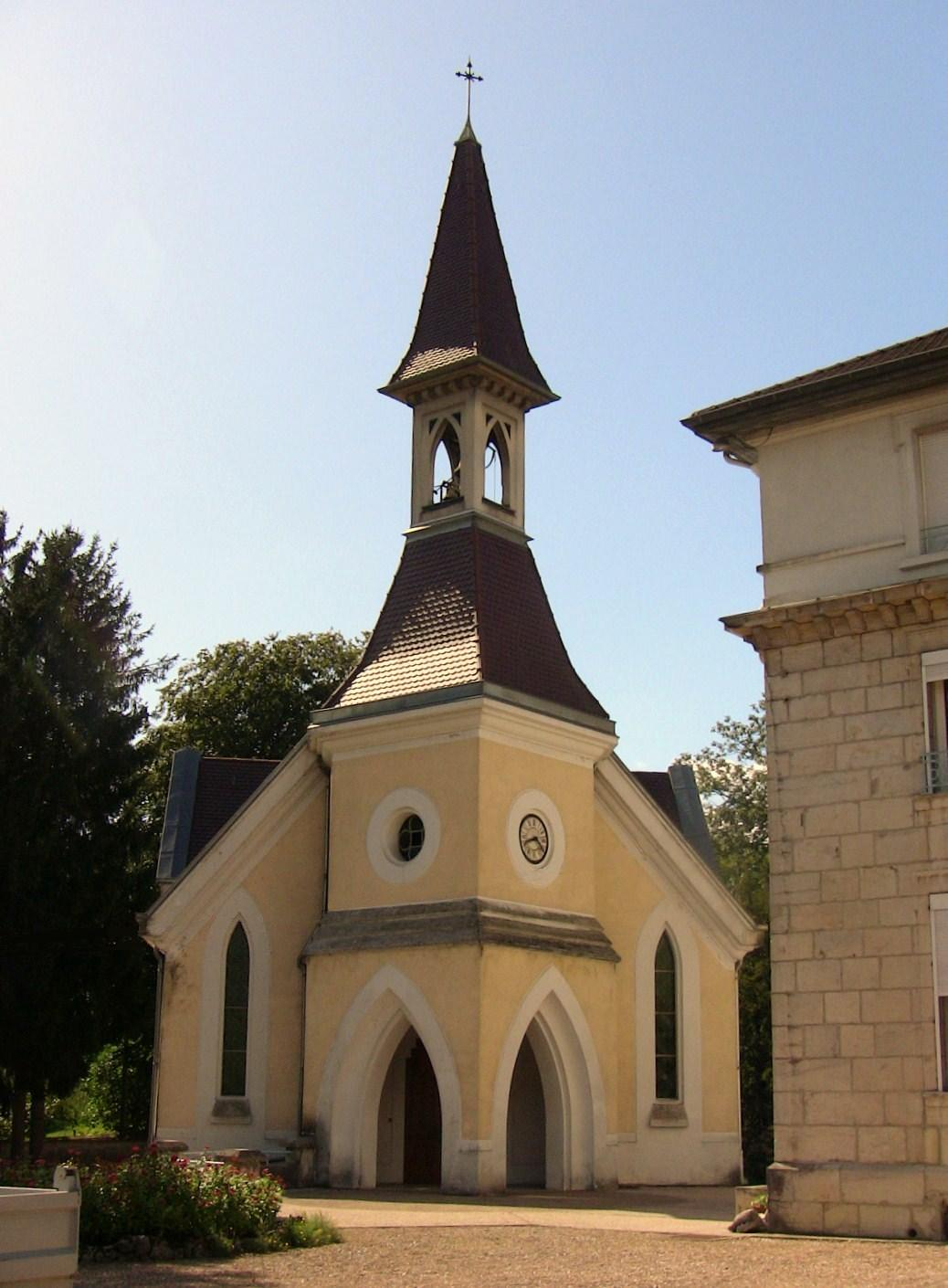
La chapelle des Sœurs hospitalières, à Saint-Ferjeux

- La Malcombe, complexe sportif, dont la construction a été décidée en 1976, qui comprend plusieurs terrains de football, un terrain de Beach-volley et de volley-ball, des salles d'escalade, de gymnastique et d'autres sports ainsi qu'un terrain pour le tir à l'arc. La Malcombe dispose également de l'un des plus grands gymnases de la ville. Le complexe accueille : Les Besançon Bisons, un club de football américain ;

- Arc Club Bisontin et La Décoche Bisontine, des clubs de tir à l'arc  ; et La Française de Besançon, un club d'haltérophilie. Le site accueille, entre autres, Vital'été, un des principaux événements sportifs de la ville, et sert de salle de sports aux collèges et lycées du quartier. 
En 2017, le complexe sportif de La Malcombe est renommé "complexe sportif Michel Vautrot", en l'honneur de l'arbitre international français originaire de la région.
- Stade de Rosemont : il comprend quatre terrains de football, un stand de tir air comprimé à 10 mètres (Société de Tir de Besançon - www.stbesancon.com), un boulodrome et une aire entièrement destinée au BMX.
- Les jardins familiaux de Rosemont-Vignerons : installés dans le périmètre du stade de Rosemont, les jardins familiaux comptent 56 parcelles de 250 m2 chacune.
- Habitat 25 : office public d'HLM du département du Doubs.
- L'Amitié, composée de trois tours HLM construites dans les années 1960.

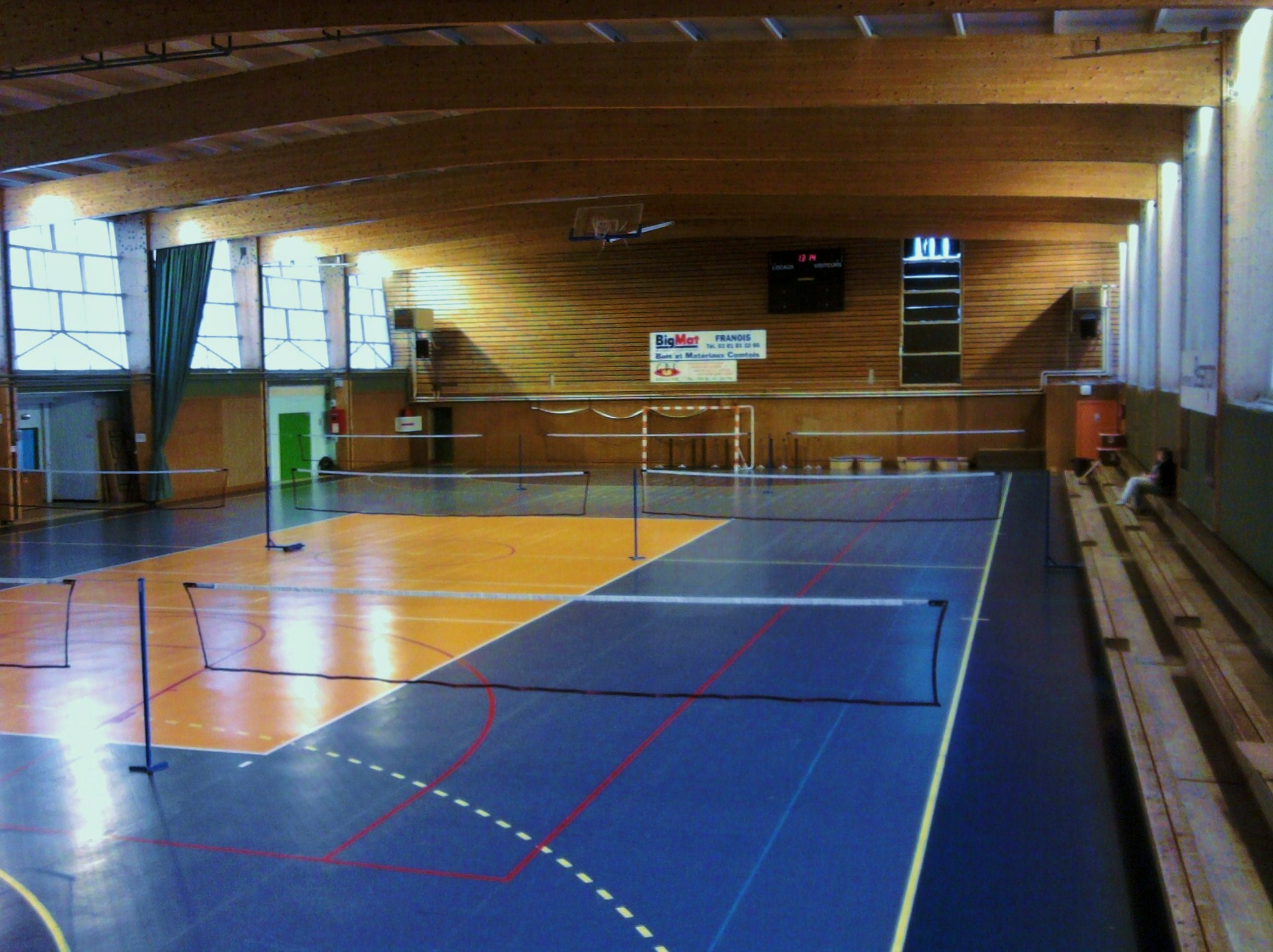
L'intérieur du gymnase.
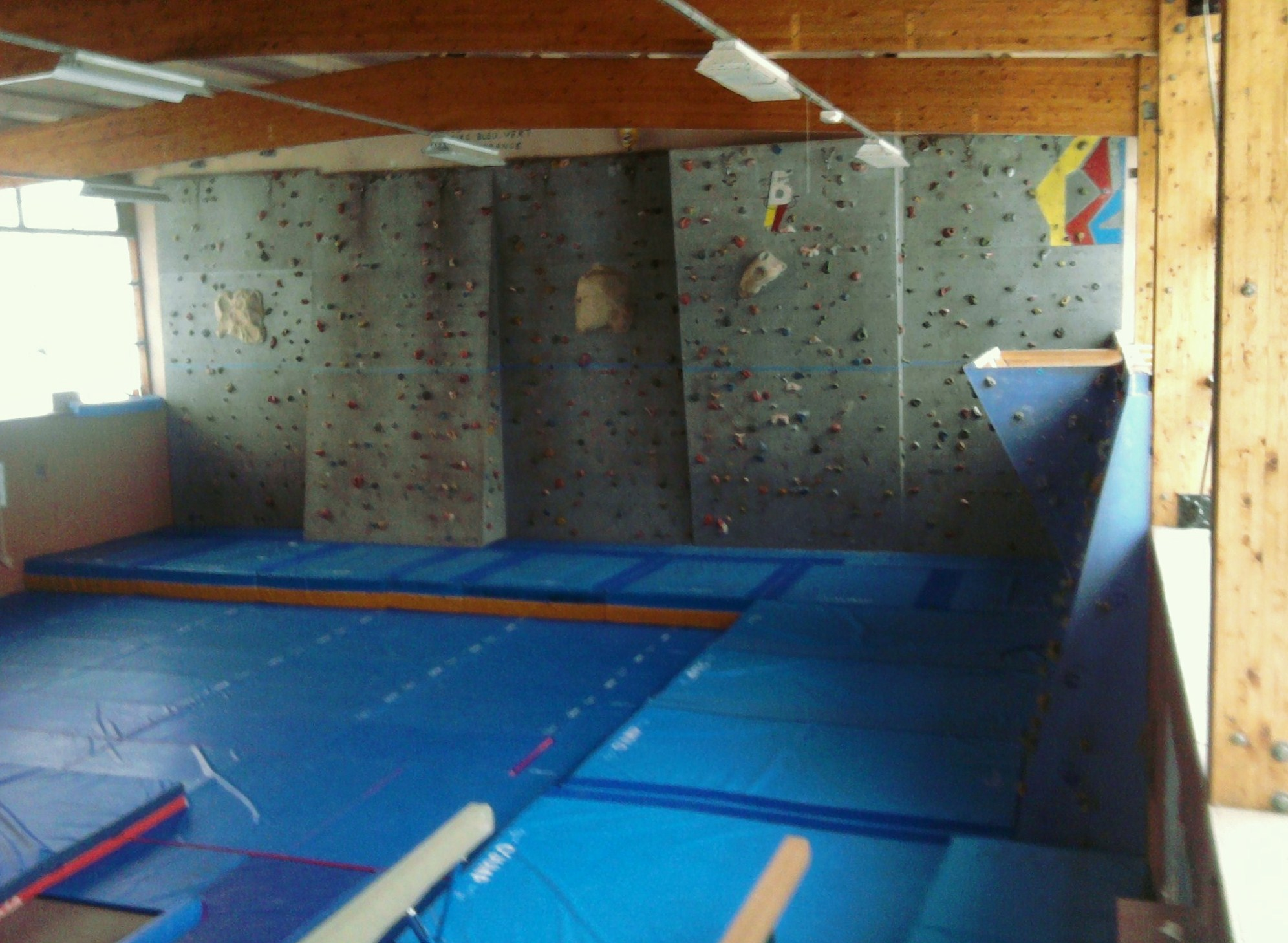
La salle d'escalade.

### Enseignement
- École primaire publique des Sapins
- École maternelle publique de Rosemont
- École primaire publique de Rosemont

## Personnalités liées au quartier
- Saint Ferjeux et saint Ferréol : évangélisateurs martyrs chrétiens du IIIe siècle et saints patrons de Besançon.
- Gabriel Plançon, résistant.